# Ron Klain
Ronald A. Klain (né le 8 août 1961) est un avocat, spécialiste des campagnes politiques et haut fonctionnaire américain. 
Il a servi comme chef de cabinet de deux vice-présidents des États-Unis : Al Gore (1995-1999) et Joe Biden (2009-2011), et a occupé le poste de coordinateur de la lutte à la maladie à virus Ebola sur le territoire de fr de la fin de 2014 au début de 2015. 
Le 11 novembre 2020, le président-élu Joe Biden le nomme chef de cabinet de la Maison-Blanche, lançant ainsi le processus de transition souhaité avec l'administration Trump. Il entre en fonction le 20 janvier 2021.

## Biographie
Ronald A. Klain, issu d'une famille juive,,,, naît le 8 août 1961 à Indianapolis (Indiana). Il fait des études supérieures à l'université de Georgetown, où il obtient une licence ès lettres en 1983. En 1987, il sort de la faculté de droit de Harvard avec le diplôme de juris doctor. Il collabore en 1987 comme assistant de justice avec Byron White, juge assesseur à la Cour suprême des États-Unis. De 1989 à 1992, il est premier conseiller au Comité judiciaire du Sénat des États-Unis.